# 坎塔卢波-内尔桑尼奥
坎塔卢波-内尔桑尼奥（義大利語：Cantalupo nel Sannio），是意大利伊塞尔尼亚省的一个市镇。总面积15平方公里，人口758人，人口密度50.5人/平方公里（2009年）。ISTAT代码为094005。